# (385695) Клета
(385695) Клета, ранее 2005 TO74 — троянский астероид и коорбитальный спутник Нептуна, диаметр равен 97 км. Назван в честь Клеты, одной из амазонок в греческой мифологии. Астероид открыт 8 октября 2005 года американскими астрономами Скоттом Шеппардом и Чедом Трухильо в обсерватории Лас-Кампанас, Чили. К маю 2019 года открыто около двух десятков троянских астероидов Нептуна.

## Номер и название
Астероид назван в честь Клеты, представительницы амазонок из греческой мифологии, сражавшихся в Троянской войне на стороне троянцев против греков. Клета была одной из 12 спутниц королевы амазонок Пентесилеи. После смерти Пентесилеи, согласно воле последней, Клета отплыла в Италию и основала одноимённый город. Официально название астероида было опубликовано Центром малых планет 18 мая 2019 года. Идея названия такая же, как в случае с астероидом (385571) Отрера, другим троянским астероидом Нептуна, чьё имя тоже связано с амазонками.

## Орбита и классификация
Клета обращается вблизи точки Лагранжа L4 в 60° впереди по направлению движения Нептуна по орбите. Движется вокруг Солнца на расстоянии 28,5-31,6 а. e. с периодом 164 года и 9 месяцев (60182 дней; большая полуось орбиты равна 30,06 а. е.). Эксцентриситет орбиты равен 0,05, наклон составляет 5° относительно плоскости эклиптики.
Орбитальный резонанс с Нептуном удерживает астероид на расстоянии более 19 а. е. от Нептуна в течение около 14 тысяч лет. По состоянию на 2016 год объект находился на расстоянии 25,5 а. е. от Нептуна. Клета находится близко к границе, разделяющей устойчивые и неустойчивые орбиты, и может подвергаться влиянию вековых резонансов.

## Физические характеристики

### Диаметр
По оценкам, основанным на видимой звёздной величине 23,2, средний диаметр Клеты составляет 100 км. На основе перехода от абсолютной звёздной величины получена оценка 97 км при абсолютной величине 8,3 в предположении альбедо поверхности 0,09.